# Promachus rapax
Promachus rapax là một loài ruồi trong họ Asilidae. Promachus rapax được Zhang miêu tả năm 1994.